# Rajd Valais 2008
Rezultaty Rajdu Valais (49. Rallye International du Valais 2008), eliminacji Intercontinental Rally Challenge w 2008 roku, który odbył się w dniach 24 października - 26 października. Była to dziewiąta runda IRC w tamtym roku oraz szósta asfaltowa, a także szósta w mistrzostwach Szwajcarii. Bazą rajdu było miasto Martigny. Zwycięzcami rajdu została belgijska załoga Freddy Loix i Robin Buysmans jadąca Peugeotem 207 S2000. Wyprzedzili oni Francuzów Nicolasa Vouilloza i Nicolasa Klingera oraz Włochów Lucę Rossettiego i Matteo Chiarcossiego. Obie te załogi także jechały Peugeotem 207 S2000.
Rajdu nie ukończyło 46 kierowców. Odpadli z niego między innymi: Szwajcarzy Olivier Burri (Fiat Abarth Grande Punto S2000, na 6. oesie) i Hervé von Dach (Peugeot 207 S2000, na 2. oesie), Włosi Umberto Scandola (Fiat Abarth Grande Punto S2000, wypadek na 6. oesie) i Alessandro Bettega (Honda Civic Type-R R3, na 9. oesie).

## Klasyfikacja ostateczna
| Miejsce                                  | Zawodnik                 | Pilot                    | Samochód                       | Czas                     | Strata                   | Punkty                   |
| IRC (punktowane pozycje)                 | IRC (punktowane pozycje) | IRC (punktowane pozycje) | IRC (punktowane pozycje)       | IRC (punktowane pozycje) | IRC (punktowane pozycje) | IRC (punktowane pozycje) |
| ---------------------------------------- | ------------------------ | ------------------------ | ------------------------------ | ------------------------ | ------------------------ | ------------------------ |
| 1.                                       | Freddy Loix              | Robin Buysmans           | Peugeot 207 S2000              | 2:37:33.5                |                          | 10                       |
| 2.                                       | Nicolas Vouilloz         | Nicolas Klinger          | Peugeot 207 S2000              | 2:37:38.0                | +4.5                     | 8                        |
| 3.                                       | Luca Rossetti            | Matteo Chiarcossi        | Peugeot 207 S2000              | 2:38:27.4                | +53.9                    | 6                        |
| 4.                                       | Bryan Bouffier           | Xavier Panseri           | Peugeot 207 S2000              | 2:39:03.8                | +1:30.3                  | 5                        |
| 5.                                       | Giandomenico Basso       | Mitia Dotta              | Fiat Abarth Grande Punto S2000 | 2:40:21.7                | +2:48.2                  | 4                        |
| 6.                                       | Anton Alén               | Timo Alanne              | Fiat Abarth Grande Punto S2000 | 2:40:26.3                | +2:52.8                  | 3                        |
| 7.                                       | Grégoire Hotz            | Pietro Ravasi            | Peugeot 207 S2000              | 2:40:57.8                | +3:24.3                  | 2                        |
| 8.                                       | János Tóth               | Robert Tagai             | Peugeot 207 S2000              | 2:43:49.4                | +6:15.9                  | 1                        |
| Mistrzostwa Szwajcarii (pierwsza trójka) |                          |                          |                                |                          |                          |                          |
| 1. (7.)                                  | Grégoire Hotz            | Pietro Ravasi            | Peugeot 207 S2000              | 2:40:57.8                |                          |                          |
| 2. (9.)                                  | Florian Gonon            | Sandra Arlettaz-Schmidly | Peugeot 207 S2000              | 2:47:24.9                | +6:27.1                  |                          |
| 3. (10.)                                 | Jean-Philippe Radoux     | Jean-Noël Grégoire       | Mitsubishi Lancer Evo IX       | 2:47:41.2                | +6:43.4                  |                          |

## Zwycięzcy odcinków specjalnych
| Dzień      | Odcinek | G. rozp. | Nazwa                  | Długość | Zwycięzca          | Czas    | Lider rajdu        |
| ---------- | ------- | -------- | ---------------------- | ------- | ------------------ | ------- | ------------------ |
| 1 (23 PAŹ) | SS1     | 15:23    | Mollens-Les Violettes  | 11.61km | Giandomenico Basso | 7:16.7  | Giandomenico Basso |
| 1 (23 PAŹ) | SS2     | 16:06    | Luc-La Tzouma          | 12.22km | Umberto Scandola   | 8:22.1  | Freddy Loix        |
| 1 (23 PAŹ) | SS3     | 16:59    | Sion Casernes 1        | 7.20km  | Umberto Scandola   | 6:09.9  | Umberto Scandola   |
| 2 (24 PAŹ) | SS4     | 09:43    | Les Etangs-Sembrancher | 40.00km | Nicolas Vouilloz   | 25:35.3 | Nicolas Vouilloz   |
| 2 (24 PAŹ) | SS5     | 10:51    | Lourtier-Sarreyer 1    | 11.15km | odcinek odwołany   | -       | Nicolas Vouilloz   |
| 2 (24 PAŹ) | SS6     | 13:19    | La Luy-Sembrancher 1   | 22.88km | Freddy Loix        | 14:14.2 | Nicolas Vouilloz   |
| 2 (24 PAŹ) | SS7     | 14:07    | Lourtier-Sarreyer 2    | 11.15km | Freddy Loix        | 6:51.3  | Nicolas Vouilloz   |
| 2 (24 PAŹ) | SS8     | 15:10    | Champex-Les Valettes 1 | 19.91km | Giandomenico Basso | 6:25.6  | Nicolas Vouilloz   |
| 2 (24 PAŹ) | SS9     | 17:03    | La Luy-Sembrancher 2   | 22.88km | Freddy Loix        | 14:09.3 | Freddy Loix        |
| 2 (24 PAŹ) | SS10    | 17:56    | Champex-Les Valettes 2 | 9.91km  | Nicolas Vouilloz   | 6:20.3  | Nicolas Vouilloz   |
| 3 (25 PAŹ) | SS11    | 09:18    | Chalais-Mase 1         | 27.87km | Freddy Loix        | 15:39.4 | Nicolas Vouilloz   |
| 3 (25 PAŹ) | SS12    | 10:21    | Ayer-Veysonnaz 1       | 9.91km  | Nicolas Vouilloz   | 5:35.8  | Nicolas Vouilloz   |
| 3 (25 PAŹ) | SS13    | 10:44    | Veysonnaz-Nendaz 1     | 12.30km | Freddy Loix        | 6:19.9  | Nicolas Vouilloz   |
| 3 (25 PAŹ) | SS14    | 13:15    | Sion Casernes 2        | 7.20km  | Grégoire Hotz      | 6:06.3  | Nicolas Vouilloz   |
| 3 (25 PAŹ) | SS15    | 13:53    | Chalais-Mase 2         | 27.87km | Luca Rossetti      | 15:43.2 | Freddy Loix        |
| 3 (25 PAŹ) | SS16    | 14:56    | Ayer-Veysonnaz 2       | 9.90km  | Bryan Bouffier     | 5:39.6  | Nicolas Vouilloz   |
| 3 (25 PAŹ) | SS17    | 15:19    | Veysonnaz-Nendaz 2     | 12.30km | Giandomenico Basso | 6:18.5  | Freddy Loix        |